# Paku Alam II
Paku Alam II (Yogyakarta, 25 giugno 1786 – Yogyakarta, 23 luglio 1858) è stato un sovrano indonesiano. Fu il secondo principe di Pakualaman.

## Biografia
Figlio primogenito di Paku Alam I, venne avviato alla carriera politica ancora molto giovane. Sotto il regno di suo zio, il sultano Hamengkubuwono II di Yogyakarta, venne nominato segretario di stato. Durante il regno di suo padre, lo accompagnò nella vita di governo come consigliere.
Dopo la morte di suo padre il 31 dicembre 1829, venne incoronato principe col nome di Paku Alam II. Attraverso una serie di accordi politici sottoscritti nel 1831, nel 1832 e nel 1833 col governo delle Indie orientali olandesi, riuscì a mantenere la propria posizione anche dopo la guerra di Giava dove era rimasto come suo padre neutrale. Il suo regno fu caratterizzato da un forte sviluppo delle arti e della letteratura locale.
Sposatosi con Garwa Padmi, da lei ebbe quattro figli, ma comprendendo quelli avuti dalle sue concubine, il numero sale a sedici. Prima di morire, nominò principe ereditario il proprio figlio quartogenito in quanto il primogenito gli era premorto, il secondogenito era mentalmente instabile, il terzogenito gli premorì nel 1857.
Morì il 23 luglio 1858 dopo aver regnato per circa 30 anni e venne sepolto al Kota Gede di Yogyakarta.